# 벵골어 운동
벵골어 운동(Bengali language movement, 벵골어: ভাষা আন্দোলন, 로마자 표기: Bhasha Andolôn)은 구 동벵골(1955년에 동파키스탄으로 이름 변경)에서 일어난 정치적 운동으로, 벵골어를 당시 파키스탄 자치령의 공식 언어로 인정하는 것을 옹호했다. 정부 업무에 사용, 교육 매체로 계속 사용, 미디어, 통화 및 우표에 사용, 벵골 문자로 글을 유지하는 것이다.
영국이 떠난 1947년 인도 아대륙이 분리된 후 파키스탄 자치령이 형성되었을 때, 파키스탄 자치령은 다양한 인종 및 언어 집단으로 구성되었으며, 지리적으로 인접하지 않은 동벵골 지역에는 주로 벵골 민족이 거주하고 있었다. 1948년, 파키스탄 자치령 정부는 동파키스탄 또는 동벵골의 이슬람화 및 아랍화의 일환으로 우르두어를 유일한 국어로 지정하고, 벵골어는 아랍어 문자 또는 로마 문자(벵골어의 로마자화)로 작성하거나 아랍어를 아랍어로 지정했다. 파키스탄 전체의 국어도 제안되었고, 이는 벵골어를 사용하는 동벵골의 대다수 사람들 사이에서 광범위한 항의를 촉발시켰다. 새로운 법에 대한 종파간 긴장이 고조되고 대중의 불만이 커지자 정부는 공개 집회와 집회를 금지했다. 1952년 2월 21일, 다카 대학교 학생들과 기타 정치 활동가들이 법을 무시하고 시위를 조직했다. 그날 경찰이 학생 시위자들을 살해하면서 운동은 최고조에 달했다. 이들의 죽음은 광범위한 시민 불안을 불러일으켰다. 수년간의 갈등 끝에 중앙 정부는 1956년에 벵골어에 공식적인 지위를 부여했다.
이 언어 운동은 동벵골과 이후 동파키스탄에서 벵골 민족 정체성을 주장하는 데 촉매 역할을 했으며, 6개항 운동과 그에 따른 방글라데시 해방 전쟁, 1987년 벵골어 이행법 등을 포함한 벵골 민족주의 운동의 선구자가 되었다. 방글라데시에서 , 2월 21일(Ekushey February)은 국경일인 언어 운동의 날로 기념된다. 샤히드 미나르(Shaheed Minar) 기념물은 운동과 희생자들을 기리기 위해 다카 의과대학 근처에 건설되었다. 1999년 유네스코는 언어 운동과 전 세계 사람들의 민족언어학적 권리를 기리기 위해 2월 21일을 국제 모국어의 날로 선포했다.